# دمنة العبادلة (أسلم)

تعديل مصدري - تعديل

دمنة العبادلة هي إحدى قرى عزلة أسلم الشام بمديرية أسلم التابعة لمحافظة حجة، بلغ تعداد سكانها 467 نسمة حسب تعداد اليمن لعام 2004.